# Rupert Holmes
Rupert Holmes, nato David Goldstein (Northwich, 24 febbraio 1947), è un musicista, compositore e drammaturgo statunitense naturalizzato inglese.
Oltre ad aver pubblicato i due singoli di successo Escape (The Piña Colada Song) (1979) e Him (1980), Holmes scrisse i libretti di musical come il pluripremiato Drood (1985) e Curtains (2006). Fu anche autore della serie televisiva Remember WENN.

## Biografia

### La gioventù
David Goldstein nacque nel 1947 a Northwich, nel Cheshire (Inghilterra) da Gwendolen Mary (nata Pynn), che era di origini inglesi e da Leonard Eliot Goldstein, un warrant officer e capofila dell'esercito degli Stati Uniti. La famiglia si trasferì quando Holmes aveva sei anni a Nanuet, un sobborgo a nord di New York. Più tardi studiò al liceo di Nyack e alla Manhattan School of Music ma si laureò ad Alberquerque (New Mexico).

### L'esordio discografico
A vent'anni, Holmes trovò lavoro come turnista producendo sessioni, scrivendo e arrangiando canzoni, cantando e suonando vari strumenti. Verso la fine degli anni sessanta, Holmes e Ron Dante, già membro dei Cuff Links e degli Archies, registrarono il brano Jennifer Tomkins, che verrà poi incluso su The Cuff Links (1970). Durante la registrazione di quell'album, Dante fu costretto a dimettersi per volere dello studio di registrazione da qualsiasi iniziativa musicale inerente agli Archies e ad abbandonare le registrazioni di The Cuff Links. Nel mentre, Holmes aveva già pubblicato il singolo Jennifer Tomkins a nome Street People (non ha alcun legame con l'omonimo gruppo musicale R&B/disco degli anni settanta).
Holmes faceva anche parte dei Buoys, con i quali scrisse Timothy, che raggiunse la posizione numero 17 della Billboard Hot 100. Nonostante venga ricordata per essere stato il suo primo successo internazionale, il brano suscito alcune polemiche e censure in quanto dedicato al tema del cannibalismo. Per il gruppo di Wilkes-Barre, Holmes scrisse anche Give Up Your Guns, The Prince of Thieves, Blood Knot e Tomorrow. Nel mentre, il compositore scrisse dei jingle pubblicitari e brani per altri artisti (Gene Pitney, The Platters, The Drifters, Wayne Newton, Dolly Parton e Barry Manilow fra gli altri) e colonne sonore come quella della serie TV La famiglia Partridge e del film western Five Savage Men (1970).

### Il successo
Rupert Holmes esordì da solista nel 1974 con l'elegante Widescreen, pubblicato per la Epic. Il disco suscitò l'interesse di Barbra Streisand, che decise di farlo partecipare alle sessioni di sei dei suoi album e di utilizzare alcune delle canzoni del compositore nel film È nata una stella (1976). Holmes divenne intanto un produttore affermato come conferma la sua partecipazione a Trouble (1975) dei Sailor, Big Beat (1976) degli Sparks e Tiger and Fireflies (1979) di Lynsey de Paul.
La traccia Escape (The Piña Colada Song) del 1979, che fu estratta dal quinto disco Partners in Crime, fu l'ultimo singolo giunto al primo posto in classifica nella Billboard Hot 100 di quell'anno. Fra gli altri singoli provenienti da Partners in Crime vi sono anche Him e Answering Machine.
Nel 1983, dopo aver assistito a un cabaret di Holmes, Joseph Papp e sua moglie incoraggiarono l'artista anglo-americano a scrivere un musical. Pertanto, Holmes scrisse, nel 1985, il musical The Mystery of Edwin Drood, liberamente ispirato all'omonimo romanzo incompiuto di Charles Dickens e agli spettacoli di pantomima inglese a cui partecipava da bambino. Poiché Dickens morì prima di terminare il libro, Holmes decise che avrebbe dovuto essere il pubblico a decidere con una votazione chi fosse l'assassino. The Mystery of Edwin Drood fece vincere a Holmes molti premi fra cui due Tony Award per il libretto e lo spartito, nonché diversi Drama Desk Award per i testi, la musica e le orchestrazioni. Il musical fu riproposto in varie città fra cui Londra e New York. Il successo dell'opera avrebbe incitato Holmes a realizzare altre produzioni teatrali come la commedia-thriller Accomplice (1990), che ricevette un Edgar Award, Solitary Confinement (1992), che fu eseguita al Nederlander Theatre.
Intanto, Holmes aveva anche composto il successo dei Jets You Got It All (1986).
Fra gli anni ottanta e novanta, l'artista organizzò una serie di concerti-cabaret, tenuti soprattutto a New York, durante i quali narrava alcuni aneddoti sulla sua vita.
Nel 1996 Holmes lanciò la serie televisiva trasmessa dall'emittente American Movie Classics Remember WENN, della quale compose anche il tema cardine.

### Gli anni duemila
Agli inizi del nuovo millennio, Holmes scrisse i libretti delle opere teatrali Marty (2002), a cui prese parte John C. Reilly, Swango: The Theatrical Dance Experience (2002), ispirata a Romeo e Giulietta e il candidato ai Tony Award ("Best Play 2003") Say Goodnight, Gracie, che narra il rapporto tra George Burns e Gracie Allen.
Nel 2003 Holmes pubblicò il suo primo romanzo, Where the Truth Lies (successivamente adattato in un film omonimo di Atom Egoyan) a cui seguì, due anni più tardi, Swing.
Nel 2006, Holmes riscrisse i testi del musical Curtains, che erano rimasti incompiuti a causa della morte dei suoi precedenti autori Peter Stone e Fred Ebb, e vi fece aggiungere le musiche di Kander and Ebb. Curtains fu inscenato presso l'Al Hirschfeld Theatre e fra gli attori figuravano David Hyde Pierce e Debra Monk nel ruolo dei protagonisti. Curtains valse un Drama Desk Award a Holmes e uno postumo a Stone.
Nel 2009 Holmes realizzò il libretto della trasposizione teatrale del film First Wives Club (Il club delle prime mogli), presentata in anteprima all'Old Globe Theatre di San Diego (California) nel 2009. First Wives Club fu musicato da Lamont Dozier, Brian Holland e Eddie Holland e, nonostante gli ottimi guadagni, ricevette giudizi poco entusiasti. A Holmes è attribuito Robin and the 7 Hoods (2010), ispirato all'film del 1964 con Frank Sinatra e con musiche di Sammy Cahn e Jimmy Van Heusen.
Holmes adattò il romanzo e il film Il momento di uccidere per il palcoscenico. La sua rivisitazione, dedicata alla politica razziale del sud negli anni ottanta, ricevette consensi positivi. Nel 2012 fu presentato per la prima volta a Nashville The Nutty Professor, tratto dal film del 1963 e diretto da Jerry Lewis.

## Vita privata
Nel 1969, Holmes sposò l'amica d'infanzia e avvocatessa Elizabeth Wood Dreifuss. La figlia di Holmes, Wendy, morì improvvisamente nel 1986, all'età di dieci anni, per un tumore al cervello non diagnosticato. Attualmente, Holmes ha due figli, Nick e Timothy, l'ultimo dei quali soffre di autismo. Il fratello di Holmes, Richard, è il principale baritono lirico dei New York Gilbert and Sullivan Players, fa parte di compagnie operistiche regionali (fra cui la Glimmerglass, la Lake George e la Virginia Opera), e ha collaborato con la Metropolitan Opera.

## Discografia parziale

### Album in studio
- 1974 – Widescreen
- 1975 – Rupert Holmes
- 1976 – Singles
- 1978 – Pursuit of Happiness
- 1979 – Partners in Crime
- 1980 – Adventure
- 1981 – Full Circle
- 1994 – Scenario

### Singoli
- 1974 – Terminal
- 1974 – Talk
- 1974 – Our National Pastime
- 1975 – I Don't Want to Hold Your Hand
- 1975 – Deco Lady
- 1976 – Weekend Lover
- 1976 – Who, What, When, Where, Why
- 1978 – Bedside Companions
- 1978 – Let's Get Crazy Tonight
- 1979 – Escape (The Piña Colada Song)
- 1980 – Him
- 1980 – Answering Machine
- 1980 – Morning Man
- 1981 – Blackjack
- 1981 – I Don't Need You
- 1981 – Loved By the One You Love
- 1982 – The End
- 1983 – At Our House

## Libri
- 2003 – Where the Truth Lies
- 2005 – Swing

## Scritti per il teatro (elenco parziale)
- 1985 – The Mystery of Edwin Drood
- 1990 – Accomplice
- 1992 – Solitary Confinement
- 2002 – Swango: The Theatrical Dance Experience
- 2003 – Say Goodnight, Gracie
- 2006 – Curtains
- 2009 – First Wives Club
- 2010 – Robin and the 7 Hoods
- 2011 – A Time To Kill
- 2012 – The Nutty Professor